# SIRIOS
SIRIOS (System for Incident Response in Operational Security) war ein Vorfallsbearbeitungssystem für Computer-Notfallteams (CERT). Es ist ein Open-Source-Produkt unter der freien Lizenz GPL.
Als CERT müssen Anfragen und Vorgänge erfasst, bearbeitet und schnellstmöglich beantwortet werden. Dies gilt insbesondere für das Erstellen von Advisories (Meldungen) und das Bearbeiten von Incidents (Vorfällen). Ferner müssen oft Schwachstellen dokumentiert werden.
Hierfür wurde SIRIOS geschaffen. Es basiert auf dem Trouble-Ticket-System OTRS, welches es ermöglicht, die komplette Korrespondenz (E-Mail, Telefon usw.) lückenlos zu erfassen. Die einzelnen Module von SIRIOS ermöglichen eine strukturierte Be- und Verarbeitung von CERT-spezifischen Informationen (z. B. Advisories und Incidents). Mit Erscheinen der OTRS Version 3 wurde die Entwicklung eingestellt, da sich alle benötigten Features zur Abbildung eines CERT im Standard OTRS wiederfinden.
Seit einiger Zeit ist die Projektseite sirios.org nicht mehr erreichbar.